# Dơi ngựa Palau
Dơi ngựa Palau  (danh pháp khoa học: Pteropus pilosus) là một loài động vật có vú trong họ Dơi quạ, bộ Dơi. Loài này được K. Andersen mô tả năm 1908.